# Markenbinnen
Markenbinnen (52° 32′ N, 4° 47′ L) é uma cidade dos Países Baixos, na província de Holanda do Norte. Markenbinnen pertence ao município de Alkmaar, e está situada a 10 km, a norte de Zaandam.
Em 2001, a cidade de Markenbinnen tinha 245 habitantes. A área urbana da cidade é de 0.062 km², e tem 78 residências.
A área de Markenbinnen, que também inclui as partes periféricas da cidade, bem como a zona rural circundante, tem uma população estimada em 320 habitantes.